# Huffmanela lata
Espèce
Huffmanela lata est une espèce de nématodes qui parasite la peau des requins de l'espèce Carcharhinus amblyrhynchos au large de la Nouvelle-Calédonie.

## Description

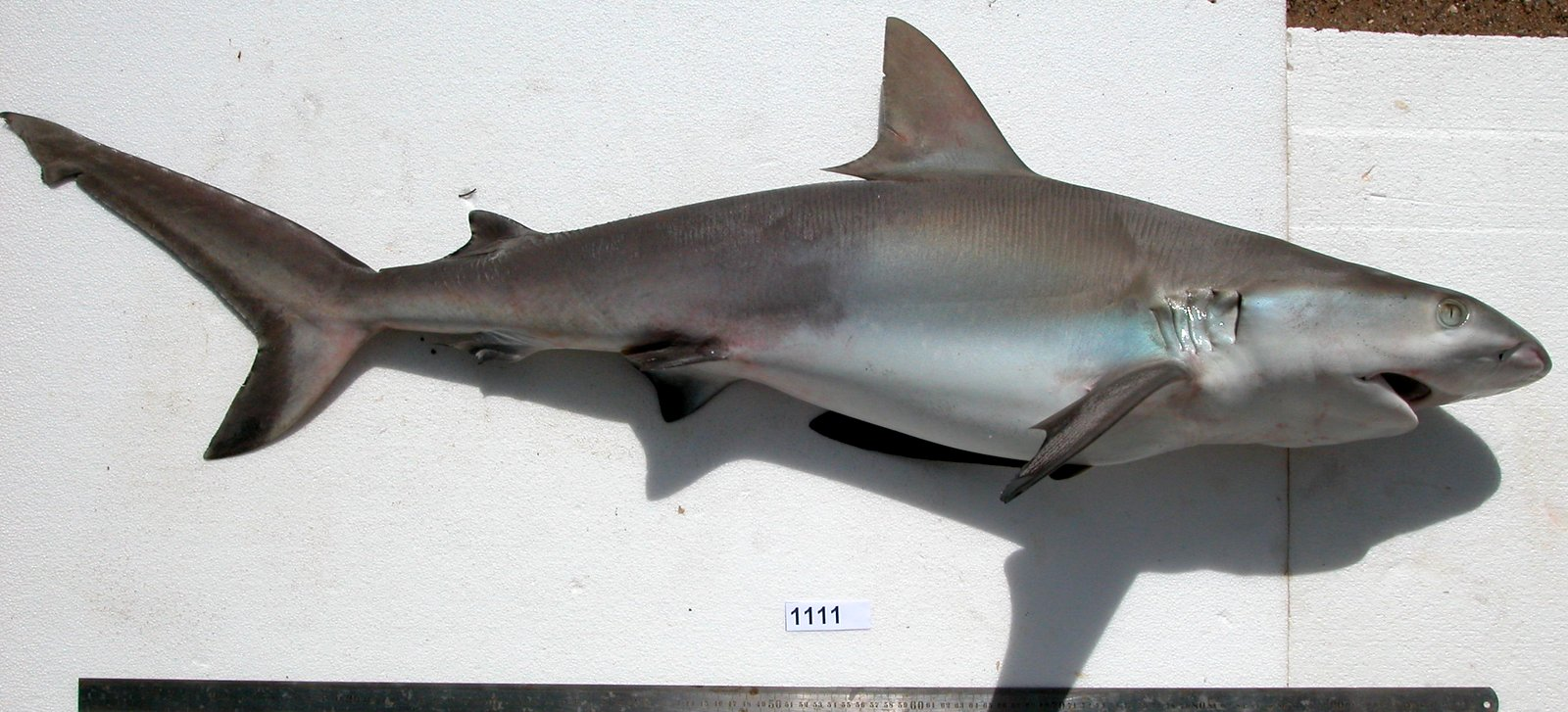
C'est dans la peau de ce spécimen du requin Carcharhinus amblyrhynchos que Huffmanela lata a été trouvée.

Comme cela est souvent le cas pour les espèces du genre Huffmanela, cette espèce a été décrite seulement à partir des œufs, et les adultes ne sont pas connus. 
Les œufs sont longs de 77–88 µm (moyenne 84) et larges de 52–63 µm (moyenne 57), avec une coque épaisse (6–8 µm) apparemment épineuse. Des larves mobiles, longues de 200–250 µm, sont visibles dans les œufs. 
Le nom de l'espèce (lata) a été donné en référence à la coque des œufs qui est particulièrement épaisse par rapport aux autres espèces du genre.
L'espèce a été trouvée une seule fois en 2004, et plus jamais depuis.